# Золотий м'яч 1985
«Золотий м'яч 1985»

24 грудня 1985
Найкращий футболіст Європи: 
 Мішель Платіні
 (втретє)

← 1984 * Золотий м'яч * 1986 →
Золотий м'яч 1985 року — 30-те щорічне вручення нагороди найкращому футболісту Європи, за підсумками опитування від журналу «Франс Футбол».

## Процедура голосування
Участь у голосуванні за визначення найкращого футболіста в Європі взяли представники 26 футбольних асоціацій УЄФА, зокрема: Австрії, Англії, Бельгії, Болгарії, Греції, Данії, Ірландії, Іспанії, Італії, Люксембурга, Нідерландів, НДР, Польщі, Португалії, Румунії, СРСР, Туреччини, Угорщини, Фінляндії, Франції, ФРН, Чехословаччини, Швейцарії, Швеції, Шотландії та Югославії. Увосьме поспіль серед респондентів не було представника Норвегії, які раніше були постійними учасниками опитувань.
Кожен із членів журі обирав п'ятьох футболістів, які, на його думку, є найкращими гравцями Європи. За перше місце нараховували 5 очок, за друге — чотири, за третє — три, за четверте — два, за п'яте — одне очко. Переможець максимально міг отримати 130 очок.
Результати голосування були опубліковані 24 грудня 1985 року в журналі France Football (№ 2072).

## Підсумки голосування
Втретє володарем нагороди став 30-річний атакувальний півзахисник клубу «Ювентус» Мішель Платіні. Платіні вкотре випередив своїх переслідувачів із значною перевагою, набравши 127 очок зі 130 можливих, що лише на 1 очко менше минулорічного рекордного показника. Лише троє з 26 респондентів поставили француза на друге, а не на перше місце.
Мішель Платіні став другим футболістом, після Йогана Кройфа, який тричі вигравав трофей «Золотий м'яч», та першим, хто отримав його тричі поспіль. Це досягнення трималося до 2012 року, саме тоді Ліонель Мессі здобув свій четвертий поспіль трофей.
| Місце | Гравець               | Клуб                               | Країна            | Очки | %      | Місця | Місця | Місця | Місця | Місця | К-ть голосів |
| Місце | Гравець               | Клуб                               | Країна            | Очки | %      | 1-ше  | 2-ге  | 3-тє  | 4-те  | 5-те  | К-ть голосів |
| ----- | --------------------- | ---------------------------------- | ----------------- | ---- | ------ | ----- | ----- | ----- | ----- | ----- | ------------ |
| 1     | Мішель Платіні        | Ювентус                            | Франція           | 127  | 97.7 % | 23    | 3     |       |       |       | 26           |
| 2     | Пребен Елк'яер        | Верона                             | Данія             | 71   | 54.6 % | 1     | 13    | 4     | 1     |       | 19           |
| 3     | Бернд Шустер          | Барселона                          | ФРН               | 46   | 35.4 % | 2     | 3     | 5     | 4     | 1     | 15           |
|       |                       |                                    |                   |      |        |       |       |       |       |       |              |
| 4     | Мікаель Лаудруп       | Лаціо Ювентус                      | Данія             | 14   | 10.8 % |       | 1     | 1     | 3     |       | 5            |
| 5     | Карл-Гайнц Румменігге | Інтернаціонале                     | ФРН               | 13   | 10 %   |       | 1     | 1     | 3     |       | 5            |
| 6     | Збігнев Бонек         | Ювентус Рома                       | Польща            | 12   | 9.2 %  |       |       | 1     | 4     | 1     | 6            |
| 7     | Олег Протасов         | Дніпро                             | СРСР              | 10   | 7.7 %  |       | 1     | 1     | 1     | 1     | 4            |
| 8     | Ганс-Петер Брігель    | Верона                             | ФРН               | 9    | 6.9 %  |       | 1     | 1     | 1     |       | 3            |
| 9     | Браян Робсон          | Манчестер Юнайтед                  | Англія            | 8    | 6.2 %  |       |       | 2     | 1     |       | 3            |
| 9     | Рінат Дасаєв          | Спартак (Москва)                   | СРСР              | 8    | 6.2 %  |       |       | 2     |       | 2     | 4            |
| 11    | Руді Феллер           | Вердер                             | ФРН               | 7    | 5.4 %  |       |       | 2     |       | 1     | 3            |
| 12    | Луїс Фернандес        | ПСЖ                                | Франція           | 6    | 4.6 %  |       | 1     |       |       | 2     | 3            |
| 12    | Серен Лербю           | Баварія                            | Данія             | 6    | 4.6 %  |       |       | 1     | 1     | 1     | 3            |
| 14    | Рафаель Гордільйо     | Реал Бетіс Реал Мадрид             | Іспанія           | 5    | 3.8 %  |       |       | 1     | 1     |       | 2            |
| 14    | Іан Раш               | Ліверпуль                          | Уельс             | 5    | 3.8 %  |       |       | 1     | 1     |       | 2            |
| 16    | Еміліо Бутрагеньйо    | Реал Мадрид                        | Іспанія           | 4    | 3.1 %  |       |       | 1     |       | 1     | 2            |
| 16    | Фернанду Гоміш        | Порту                              | Португалія        | 4    | 3.1 %  |       |       | 1     |       | 1     | 2            |
| 18    | Гаральд Шумахер       | Кельн                              | ФРН               | 3    | 2.3 %  |       |       | 1     |       |       | 1            |
| 18    | Йон Сівебек           | Вайле                              | Данія             | 3    | 2.3 %  |       |       | 1     |       |       | 1            |
| 18    | Невілл Саутолл        | Евертон                            | Уельс             | 3    | 2.3 %  |       |       |       | 1     | 1     | 2            |
| 21    | Лайош Детарі          | Будапешт Гонвед                    | Угорщина          | 2    | 1.5 %  |       |       |       | 1     |       | 1            |
| 21    | Ален Жиресс           | Бордо                              | Франція           | 2    | 1.5 %  |       |       |       | 1     |       | 1            |
| 21    | Вахід Халілходжич     | Нант                               | Югославія         | 2    | 1.5 %  |       |       |       | 1     |       | 1            |
| 21    | Тібор Нілаші          | Аустрія (Відень)                   | Угорщина          | 2    | 1.5 %  |       |       |       | 1     |       | 1            |
| 21    | Пітер Рід             | Евертон                            | Англія            | 2    | 1.5 %  |       |       |       | 1     |       | 1            |
| 21    | Пітер Шилтон          | Саутгемптон                        | Англія            | 2    | 1.5 %  |       |       |       | 1     |       | 1            |
| 21    | Грем Сунес            | Сампдорія                          | Шотландія         | 2    | 1.5 %  |       |       |       | 1     |       | 1            |
| 21    | Пет Дженнінгс         | Арсенал (Лондон) Тоттенгем Готспур | Північна Ірландія | 2    | 1.5 %  |       |       |       |       | 2     | 2            |
| 29    | Стів Арчибальд        | Барселона                          | Шотландія         | 1    | 0.8 %  |       |       |       |       | 1     | 1            |
| 29    | Ян Кулеманс           | Брюгге                             | Бельгія           | 1    | 0.8 %  |       |       |       |       | 1     | 1            |
| 29    | Анатолій Дем'яненко   | Динамо (Київ)                      | СРСР              | 1    | 0.8 %  |       |       |       |       | 1     | 1            |
| 29    | Георгій Димитров      | ЦСКА (Софія)                       | Болгарія          | 1    | 0.8 %  |       |       |       |       | 1     | 1            |
| 29    | Георге Хаджі          | Спортул Студенцеск                 | Румунія           | 1    | 0.8 %  |       |       |       |       | 1     | 1            |
| 29    | Марк Гейтлі           | Мілан                              | Англія            | 1    | 0.8 %  |       |       |       |       | 1     | 1            |
| 29    | Герберт Прогазка      | Аустрія (Відень)                   | Австрія           | 1    | 0.8 %  |       |       |       |       | 1     | 1            |
| 29    | Гері Стівенс          | Евертон                            | Англія            | 1    | 0.8 %  |       |       |       |       | 1     | 1            |
| 29    | Андреас Том           | Динамо (Берлін)                    | НДР               | 1    | 0.8 %  |       |       |       |       | 1     | 1            |
| 29    | Ладислав Візек        | Дукла                              | Чехословаччина    | 1    | 0.8 %  |       |       |       |       | 1     | 1            |

## Цікаві факти
- Розподіл за амплуа серед 38 футболістів згаданих в анкетах наступний: 5 воротарів, 3 захисники, 15 півзахисників та 15 нападників.[2]
- Мішель Платіні став другим, після Йогана Кройфа, триразовим володарем нагороди «Золотий м'яч». В історії проведення опитувань, окрім згаданих гравців, також щонайменше три нагороди отримували Марко ван Бастен, Кріштіану Роналду (п'ять разів) та Ліонель Мессі (вісім разів).
- Мішель Платіні став першим гравцем, якому було вручено нагороду «Золотий м'яч» тричі поспіль. Окрім француза, таким досягненням може похвалитися Ліонель Мессі — чотири поспіль нагороди (2009—2012 рр.).
- Представник Франції вчетверте отримав трофей «Золотий м'яч». Лідером за цим показником залишалися німці — 5 нагород, у Англії було 4, в Іспанії, Італії та Нідерландів — по 3 трофеї.
- Вп'яте лауреатом опитування став футболіст «Ювентуса». Італійський клуб зрівнявся за кількістю нагород з «Баварією» — в обох по 5, у «Манчестер Юнайтед», «Реала» (Мадрид) та «Барселони» — було по 3 нагороди.
- «Ювентус» став першим клубом, представники якого вигравали трофей 4 роки поспіль. В історії «Золотого м'яча» таке ж досягнення підкорилося лише «Барселоні», коли Ліонель Мессі, у її складі 4 рази поспіль (2009—2012) ставав лауреатом нагороди.
- 38 гравців згаданих в анкетах представляли 19 країн, з них найбільше було від ФРН та Англії — по 5, Данії — 4, Франції та СРСР — по 3, від Шотландії, Угорщини, Іспанії та Уельса — по 2 гравці.
- Вперше за 25 років та другий з початку проведення опитувань в списках номінантів не виявилося представників Італії.
- Представники ФРН 29 років поспіль були серед номінантів на нагороду, другий найкращий показник мали італійці — 25 поспіль попадань у заліки опитувань. Усього за 30 років вручення нагороди футболісти ФРН згадувалися в анкетах хоча б одного разу у 29-ти опитуваннях, італійські гравці згадувалися в анкетах у 28-ти опитуваннях, Англії — у 27-ми, Франції — у 26-ти, Іспанії — у 25-ти, СРСР — у 24-х, Швеції та Шотландії — у 21-му, Угорщини та Югославії — у 20-ти, Португалії — у 19-ти, Нідерландів — у 18-ти опитуваннях.
- Німецькі футболісти найчастіше попадали в загальний залік опитувань — 112 разів, італійські — 87, англійські — 82, французькі — 53, радянські — 51, угорські — 50, іспанські — 48, нідерландські — 44 рази.
- Ладислав Візек став останнім представником Чехословаччини згаданим респондентами в опитуваннях «Франс Футбол». До моменту розділення країни, а саме до 1993 року, більше жоден представник Чехословаччини не згадувався в анкетах респондентів.
- Вшосте лауреатом трофею став представник італійської першості, наздогнавши за цим показником іспанську першість. Лідером залишався німецький чемпіонат — 8 трофеїв, у англійської ліги було 4 трофеї.
- Всього в анкетах були згадані гравці з 31 клубу, що стало рекордним показником з початку проведення опитувань. Раніше найбільше клубів серед номінантів було представлено у 1961 році — 29 клубів.
- Найбільше у 1985 році було представників від «Евертона» — 3, від «Ювентуса», «Верони», мадридського «Реала», «Барселони» та «Аустрії» — по 2 гравці.
- Всього за 30 років проведення опитувань в анкетах були згадані 383 футболісти із 161 клубу. Футболісти мадридського «Реала» та «Ювентуса» були згадані в опитуваннях хоча б одного разу у 21-му випадку, «Баварії» та «Манчестер Юнайтед» — у 19-ти, «Інтернаціонале» та «Барселони» — у 18-ти, «Мілана» — у 17-ти, «Бенфіки» та празької «Дукли» — у 14-ти, «Гамбурга», «Тоттенгем Готспур» та «Аякса» — у 13-ти.
- Вперше з 1975 року гравець «Тоттенгем Готспур» був відмічений в анкетах респондентів.
- Вперше в опитуваннях були згадані гравці 4 клубів, зокрема: «Дніпра», «Саутгемптона», «Спортул Студенцеска» та берлінського «Динамо».
- Вперше в опитуваннях були згадані 15 футболістів, серед яких були Олег Протасов, Луїс Фернандес, Еміліо Бутрагеньйо та Георге Хаджі. Англія, Іспанія та СРСР були представлені двома дебютантами.
- Загалом 383 згадані в анкетах футболісти за історію проведення опитування представляли 27 країн. Лідерами за кількістю таких футболістів були ФРН — 35 гравців, Англія — 34 та Італія — 31 гравець. До десятки найкращих входили також Франція — 26, СРСР — 24, Іспанія — 22, Нідерланди — 20, Югославія — 19, Угорщина — 18, а також Чехословаччина та Швеція — в обох по 17 гравців.
- Цікаво, що останньою країною чий гравець потрапив до списків «Франс Футбол» була Греція у 1969 році. Відтоді протягом 16 років серед претендентів на нагороду не було жодного футболіста з інших країн Європи, окрім 27-ми згаданих раніше.
- Мішель Платіні вдесяте потрапив в анкети респондентів, причому вдесяте поспіль. Рекордсменами за кількістю попадань у заліки опитувань залишалися Франц Бекенбауер та Йоган Кройф — в обох по 12 номінацій, у Еусебіу було 11 номінацій, у Льва Яшина, Джанні Рівери, Герда Мюллера та тепер і у Мішеля Платіні — по 10, у Боббі Чарлтона та Сандро Маццоли — було по 9 номінацій.
- Мішель Платіні увосьме потрапив у чільну п'ятірку, випередивши за цим показником Йогана Кройфа (7). Попереду француза був лише Франц Бекенбауер — 10 потраплянь у п'ятірку найкращих. До речі, Карл-Гайнц Румменігге вп'яте посів місце у чільній п'ятірці наздогнавши Луїса Суареса. Вище них, окрім згаданих футболістів, розташувався також Еусебіу — 6 потраплянь у чільну п'ятірку.
- За кількістю потраплянь в 10-ку найкращих Мішель Платіні зрівнявся з Йоганом Кройфом, в обох по 9 потраплянь. Лідером за кількість місць у чільній десятці був Франц Бекенбауер — 11 разів. Еусебіу, Джанні Рівери та Герда Мюллера по 8 таких потраплять, Карл-Гайнц Румменігге наздогнав Боббі Чарлстона — в обох по 7 потраплянь в десятку найкращих.
- Бернд Шустер втретє потрапив у призову трійку. Німець разом з Хаві Ернандесом (2009—2011 рр.) залишаються єдиними двома гравцями, які щонайменше тричі за історію проведення опитувань посідали місця у чільній трійці, але при цьому жодного разу не ставали володарями «Золотого м'яча».
- Анатолій Дем'яненко став сьомим гравцем київського «Динамо», який фігурував в опитуваннях щотижневика «Франс Футбол». За цим показником київське «Динамо» залишалося лідером серед клубів із СРСР, у найближчого переслідувача тбіліського «Динамо» значилося 5 гравців.